# Мария Единбургска
Мария Единбургска (на английски: Princess Marie of Edinburgh) е британска принцеса и кралица на Румъния, съпруга на румънския крал Фердинанд I и създателка на една от най-популярните забележителности по българското северно Черноморие – Дворецът в Балчик.

## Биография

### Произход и ранни години
Родена е на 29 октомври 1875 г. в Истуел Парк, графство Кент, като принцеса Мария Александра Виктория Единбургска. Тя е най-възрастната дъщеря на херцога на Единбург Алфред и на великата руска княгиня Мария Александровна. Така по рождение Мария е член на двете най-могъщи аристократични фамилии в тогавашния свят – на британското кралско семейство и на руското императорско семейство. По бащина линия тя е внучка на британската кралица Виктория, а по майчина линия – на руския император Александър II.
Още на младини Мария е смятана за една от най-желаните партии за брак в аристократична Европа. Първоначално в нея се влюбва принцът на Уелс и бъдещ крал Джордж V, който ѝ предлага брак. Бащата на Мария дава съгласието си, но на брака се противопоставя майка ѝ, която презира британския кралски двор и желае да види дъщеря си омъжена някъде другаде.

### Кронпринцеса на Румъния
През 1893 г. бащата на Мария наследява херцогската титла на германското княжество Саксония-Кобург и Гота и семейството се премества да живее в новите си владения в Германия. Няколко месеца по-рано, на 10 януари същата година, Мария се омъжва за румънския кронпринц Фердинанд – племенник на румънския крал Карол I. Сватбата е отпразнувана в Зигмаринген, Германия. По това време Мария е на 17, а съпругът ѝ е с 10 години по-възрастен от нея. Бракът, от който се раждат пет деца, е изключително нещастен. Кореспонденцията на Мария с нейната близка приятелка – американската танцьорка Лои Фулър, разкрива отвращението, което Мария изпитва към съпруга си.
Двете най-малки деца на Мария и Фердинанд – принцеса Илеана и принц Мирча, се раждат, след като майка им се запознава с дългогодишния си любовник – принц Барбу Щирбей. За историците няма съмнение, че принц Щирбей е баща на принц Мирча, чиито очи били кафяви като на Щирбей, за разлика от тези на Фердинанд и Мария.
През 1897 г. Мария започва романтична връзка с лейтенант Зизи Кантакузин. Скандалът бързо набира скорост, което налага спешната намеса на крал Карол I за неговото потушаване. Въпреки това, през есента на 1897 г., в разгара на скандала, Мария забременява. Принцесата ражда тайно, докато е на гости при майка си в Кобург, но за детето няма никакви сведения в историята, като се предполага, че то или е мъртвородено, или е изоставено в сиропиталище.
През 1899 г., докато е бременна с дъщеря си Мария, кронпринцесата моли крал Карол за разрешение да роди детето в Кобург. Кралят отказва и Мария му заявява в прав текст, че детето, което очаква, е от великия руски княз Борис Владимирович – брат на бъдещия съпруг на сестра ѝ Виктория. Ужасен, кралят дава съгласието си и Мария ражда втората си дъщеря, която също е наречена Мария, в спокойна обстановка в Кобург. Въпреки критиките от страна на останалите си роднини, Фердинанд признава и това дете за свое.

### Румънска кралица
През 1914 г. умира крал Карол I и на престола се възкачва съпругът на Мария – Фердинанд I. Поради войната обаче коронацията на новата румънска кралска двойка се отлага до 1922 г.
По време на войната Мария се проявява като голяма патриотка и упражнява силно влияние върху политиката на страната, което кара някои да смятат, че не Фердинанд I, а съпругата му управлява Румъния. Кралицата изиграва и голяма роля за решението Румъния да се включи във войната на страната на Антантата.
По време на войната Мария е милосърдна сестра на червения кръст и полага грижи за ранени войници. По това време тя написва и книгата си „Моята страна“, с чиито продажби финансира организацията. След като половината страна е прегазена от германските войски, Мария и група генерали от румънската армия изготвят план, според който, вместо да търси спасение в Русия, румънската армия трябва да се укрепи в един защитен триъгълник на територията на Румъния, откъдето да се сражава с германците до края на войната. Чрез поредица от писма, предадени във Вашингтон чрез Лои Фулър и служителката от американското посолство в Букурещ, кралица Мария успява да издейства отпускането на американски заем за финансирането на плана.
След края на войната румънските дипломати на Парижката мирна конференция се опитват да издействат от победителките присъединяването към Румъния на всички населени с румънци територии на бившите Австро-Унгарска и Руска империи. По-специално, румънските претенции се отнасят към областите Бесарабия, Трансилвания, Буковина и Банат. Става ясно, че румънските дипломати губят почва под краката си и са напът да не успеят да убедят съюзниците. Тогава румънският премиер Йон Братиану призовава кралицата в Париж, за да вземе пряко участие в преговорите като част от румънската делегация на конференцията. Кралица Мария приема предложението с думите „Румъния се нуждае от лице, и това лице ще бъда аз“. Пристигането в Париж на кралицата воин, както я нарича западната преса, се превръща в истинска медийна сензация и тя скоро успява да убеди западните дипломати, че е дошло време да изплатят честно дълга си към Румъния. Пускайки в ход своя чар и убедителност, кралицата успява да накара лидерите на победителките да погледнат с добро око на румънската кауза. В резултат Румъния успява да увеличи териториите си с 60%, присъединявайки не само Трансилвания, Бесарабия, Буковина и части от Банат, но още и части от областите Кришана и Марамуреш.
След смъртта на Фердинанд I през 1927 г., Мария остава да живее в Румъния, където пише и издава своите мемоари „Историята на моя живот“. Кралица Мария умира на 18 юли 1938 г. и е погребана до съпруга си в манастира Куртя де Арджеш. Съгласно последното желание на кралицата, сърцето ѝ е погребано в нейния любим̀ дворец в Балчик, построен по нейна поръчка през 1924 г. След връщането на Южна Добруджа на България съгласно Крайовската спогодба от 7 септември 1940 г., сърцето на кралицата е препогребано в замъка Бран.
Въпреки че по рождение кралица Мария е англиканка, която по-късно приема православието, тя остава известна като първата коронована особа, обявила се публично за последовател на бахайството.

## Семейство
Кралица Мария и крал Фердинанд I имат шест деца:
- Карол II (1893 – 1953), женен за гръцката принцеса Елена
- Елизабет (1894 – 1956), омъжена за гръцкия крал Георгиос II
- Мария (1900 – 1961), омъжена за югославския крал Александър I
- Николае (1903 – 1978)
- Иляна (1909 – 1991), омъжена за австрийския ерцхерцог Антон от Тоскана
- Мирча (1913 – 1916)

## Генеалогия
|  | Тази страница частично или изцяло представлява превод на страницата Marie of Romania в Уикипедия на английски. Оригиналният текст, както и този превод, са защитени от Лиценза „Криейтив Комънс – Признание – Споделяне на споделеното“, а за съдържание, създадено преди юни 2009 година – от Лиценза за свободна документация на ГНУ. Прегледайте историята на редакциите на оригиналната страница, както и на преводната страница, за да видите списъка на съавторите. ВАЖНО: Този шаблон се отнася единствено до авторските права върху съдържанието на статията. Добавянето му не отменя изискването да се посочват конкретни източници на твърденията, които да бъдат благонадеждни. |

1. ↑  historia.ro
2. ↑  ziarullumina.ro
3. ↑  www.academia.edu
4. ↑  historia.ro
5. ↑  www.libertatea.ro
6. ↑  jurnaluldearges.ro
7. ↑  tineretanrm.wordpress.com
8. ↑  adevarul.ro